# 표선항
표선항은 제주특별자치도 서귀포시 표선면 표선리에 위치한 어항이다. 1972년 3월 13일 지방어항으로 지정되었다. 관리청은 제주특별자치도, 시설관리자는 서귀포시장이다.

## 어항 연혁
표선리에 대한 최초의 설촌은 이제로부터 약 600년 전 고려 말 충렬왕 무렵에 지금의 <웃말개미>에 설촌하고, 마을 이름을 촉지리(燭旨里)라 했다는 설이 있다. 웃말개미는 지금 흥아레미콘 공장이 들어선 표선리 2821번지 일대를 이름인데 이 부근에는 지금도 담굽에 대나무들이 자라고 일부 밭에서는 조개껍질이나 사금파리들도 나온다. 웃말개미란 그 어원부터가 위에(上) 있는 말(마을)을 이름이고, 개미란 개마, 즉 고원(높은 언덕)이란 뜻으로 해석되어 여기 오래전에 마을이 있었으리라는 추측을 하기는 어렵지 않다.

## 어항 구역
- 수역: 방파제 선단에서 전방으로 150m점에서 직각으로 육지부와 연결한 선내의 수역
- 어항구역면적 : 34,250m2,  항내수면적: 27,000m2

## 어항 시설
방파제 446m, 물양장 360m, 선착장 170m

## 기본 계획
방파제 446m, 물양장 360m, 선착장 170m, 방사제 30m